# Jaskinia za Smrekiem
Jaskinia za Smrekiem – jaskinia w Dolinie Kościeliskiej w Tatrach Zachodnich. Wejście do niej znajduje się w zboczu Gubalca na północ od Jaskini Przeziorowej, powyżej Schronu pod Przeziorową, poniżej Szczeliny w Ścianie, na wysokości około 1226 metrów n.p.m. Długość jaskini wynosi około 80 metrów, a jej deniwelacja 10 metrów.

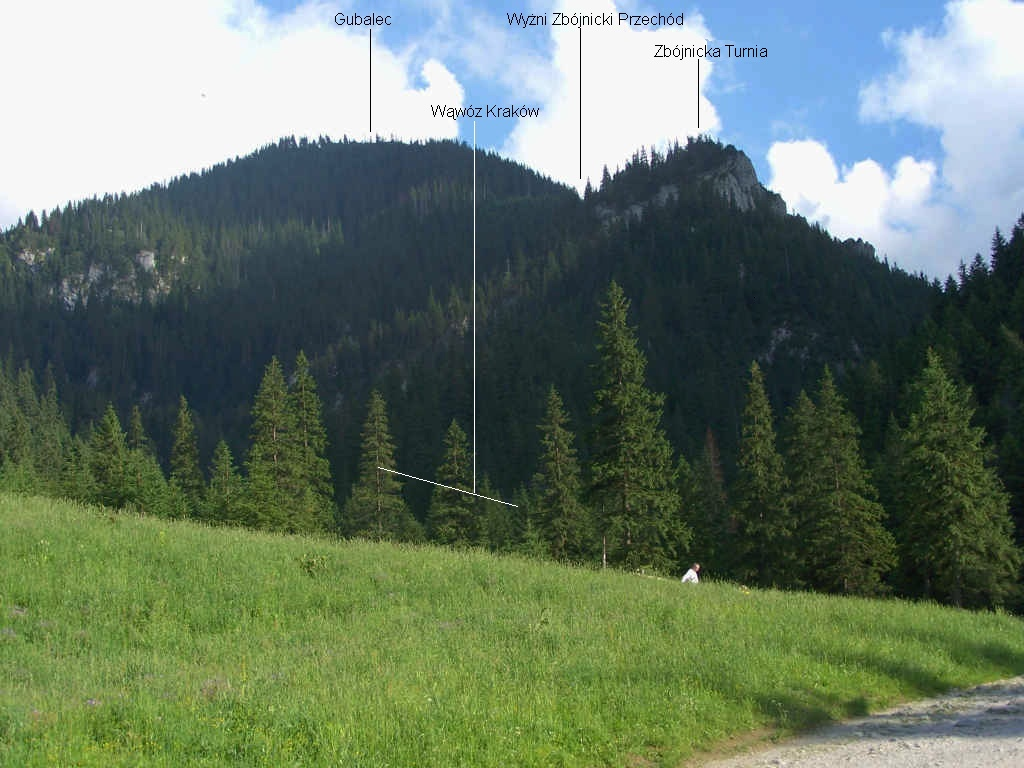
Gubalec i Zbójnickia Turnia

## Opis jaskini
Główną część jaskini stanowi długi korytarz prowadzący od otworu wejściowego do zawaliska w Komorze Końcowej. Po drodze, kilkanaście metrów od otworu, trzeba przejść górą zawalisko głazów. Odchodzi tu w bok krótki, ciasny korytarzyk.
Z Komory Końcowej można:
- iść w prawo w dół niskim korytarzem (Dolny Korytarz) kończącym się po paru metrach szczeliną.
- przez kilka otworów w zawalisku można przejść do ciasnej salki, gdzie:
  - odchodzi wąska, parometrowa szczelina (Dziki Korytarz).
  - na prawo znajduje się 8-metrowa studnia[2].

## Przyroda
Na ścianach jaskini występuje ładna szata naciekowa. Są nacieki grzybkowe, polewy, draperie i mleko wapienne. 
W okolicach otworu rosną mchy i porosty. Jaskinię zamieszkują nietoperze.

## Historia odkryć
Jaskinię odkryli w 1922 roku bracia Tadeusz Zwoliński i Stefan Zwoliński. Otwór jaskini zasłaniał wtedy duży świerk i stąd nazwa.